# Parastenocaris chelifer
Parastenocaris chelifer är en kräftdjursart som beskrevs av Delachaux 1923. Parastenocaris chelifer ingår i släktet Parastenocaris och familjen Parastenocarididae. Inga underarter finns listade i Catalogue of Life.